# غمديات حديثة
الغمديات الحديثة (الاسم العلمي: Neocoleoidea) هي دون طائفة من الرخويات تتبع تحت طائفة الغمديات.

## التصنيف
- أخطبوطيات الشكل
  - الأخطبوطيات
    - عديمات الهدابات
    - الأخطبوطات
- شبيهات عشاريات الأرجل